# White Squall
White Squall is een Amerikaans-Britse avonturenfilm uit 1996 onder regie van Ridley Scott. Het scenario is gebaseerd op de gebeurtenissen in 1961 aan boord van het zeilschip Albatros.

## Verhaal
Op Bermuda scheept een groep tieners in aan boord van de Albatros. Tijdens een scheepreis naar de Galapagoseilanden brengt kapitein Christopher Sheldon hun tucht en orde bij. Aan het eind van hun tocht komt het schip in een wervelstorm terecht. De jongeren zullen moeten samenwerken om de scheepsramp te overleven.

## Rolverdeling
| Acteur              | Personage                    |
| ------------------- | ---------------------------- |
| Jeff Bridges        | Kapitein Christopher Sheldon |
| Caroline Goodall    | Dr. Alice Sheldon            |
| John Savage         | McCrea / Leraar Engels       |
| Scott Wolf          | Charles Gieg / Verteller     |
| Jeremy Sisto        | Frank Beaumont               |
| Ryan Phillippe      | Gil Martin                   |
| David Lascher       | Robert March                 |
| Eric Michael Cole   | Dean Preston                 |
| Jason Marsden       | Shay Jennings                |
| David Selby         | Francis Beaumont             |
| Julio Oscar Mechoso | Girard Pascal                |
| Željko Ivanek       | Kapitein Sanders             |
| Balthazar Getty     | Tod Johnstone                |
| Ethan Embry         | Tracy Lapchick               |
| Jordan Clarke       | Charles Gieg                 |